# Demeure de maître de forges de Dampierre-sur-Salon
Pour les articles homonymes, voir Demeure de maître de forges.
Ne doit pas être confondu avec la demeure de maître de forges de Bourg-de-Sirod.
La demeure de maître de forges est un édifice situé à Dampierre-sur-Salon, en France.

## Localisation
L'édifice est situé sur la commune de Dampierre-sur-Salon, dans le département français de la Haute-Saône.

## Historique
La maison a été construite vers 1785 par Claude-François Rochet (1747-1814), fils de Jean François Rochet (1708-1797) et d'Anne Normand (1726-1798), marié en 1772 avec Claude Françoise Faivre (1753-1781). Claude-François Rochet a été maître de forges à Dampierre et à Baignes.
Aucun document sur cette maison ne permet de préciser qui est son architecte.

## Protection
L'édifice est classé au titre des monuments historiques en 1993.